# Jakten på Janne
Jakten på Janne är en svensk TV-serie från 1977 i regi av Håkan Ersgård. Serien visades i november och december 1977 och repriserades i augusti och september 1981 samt i januari och februari 1988. Janne spelas av Patrik Ersgård. Olle, som var hans kompis, spelas av Måns Blegel. Serien bygger på barn- & ungdomsboken med samma namn av Hans Peterson, från 1975.

## Avsnitt
1. Ulla dyker upp
2. Dragkampen
3. Hämtningen
4. Polisen kommer
5. Jakten

## Rollista
- Patrik Ersgård – Janne
- Måns Blegel – Olle
- Karin Grandin – Ulla
- Hans Klinga – Ulf
- Roland Hedlund – Martin
- Kerstin Nilsson – Ingrid
- Arthur Fischer – Måns
- Ann-Marie Gyllenspetz – lärarinnan